# 田中光吉
田中 光吉（たなか こうきち、男性、1974年（昭和49年）6月18日 - ）は、日本の元プロボクサー。元日本ライト級1位。現在は飲食店経営。

## 来歴
東京で生まれ、小学校3年生まで埼玉県三郷市で過ごす。両親の別居を機に母親の郷里である熊本県球磨郡錦町に移り少年時代を過ごす。中学では野球部に入り、キャプテンで四番を務める。
高校進学の際、福岡県の強豪校から野球推薦の声もかかったが野球肘、野球肩で故障を抱えたまま野球だけのために進学することに不安もあり、地元の熊本県立球磨工業高等学校に進学し、野球を続ける。甲子園大会出場を目指して野球に打ち込んでいたが2年生の2月に野球部のレギュラー9人中7人が不祥事を起こし、退部。甲子園大会出場の目標を失い自身も退部する。
そんな時、「天才・たけしの元気が出るテレビ!!」の人気コーナーボクシング予備校を観て、プロボクサー目指すことになる。
周囲の反対を押し切り、上京後、印刷会社に就職。会社の寮に近い沖ボクシングジムに通う。沖ジムで同郷、熊本県出身の福田洋二トレーナー（現福田ジム会長）と出会う。
野球部で鍛えた身体、もちまえの運動能力の高さで入門から5ヶ月でプロテスト合格。さらに4ヶ月後の1994年2月21日にプロデビュー。1ラウンドKO勝ち。
この頃、当時東洋太平洋ミドル級チャンピオンだった沖ジムの先輩竹原慎二の部屋を間借りさせてもらう。
1995年10月31日、東日本新人王準決勝で同門沖ジムの吉岡孝幸と戦う。試合は1-2の判定負け。敗戦を機に、勝ち負けを繰り返すが1998年12月の山口康晴との試合で5ラウンドTKO勝ちから調子が上向く。
ロスアンゼルスのLAジムに武者修行へ。同時期にLAジムにトレーニングに来ていた畑山隆則、コウジ有沢、大嶋宏成といった日本のトップボクサー達とも親交を深めた。
2001年8月4日、25戦目にして初めて前田宏行の持つ日本スーパーライト級タイトルマッチに挑戦。試合終了まで激しい打ち合いでダウンの応酬だったが僅差の判定負け。
2004年4月、麓健介戦。沖ジム閉鎖に伴い、沖ジムのボクサーとしての最後の試合は僅差の判定勝ち。
LAジム修行時代から仲の良い大嶋宏成が所属するシャイアンジムに移籍。千葉県八街にシャイアンジムがあるため（住んでいる板橋から遠い）自宅近くのジムで練習をしていた。
2005年3月10日、久保田和樹と2度目の日本ライト級タイトルマッチ。初回ダウンを奪うも4ラウンド偶然のバッティングでテクニカルドロー。3ヶ月後の再戦は0-3の判定負け。

## その他
入場テーマ曲はPENICILLIN「CRASH」、sads「忘却の空」。
ミュージシャンとの親交があり、Sadsの清春、THE ALFEEの高見沢俊彦、PENICILLINからリングコスチュームを贈られている。